# Нуль (комплексний аналіз)
Нуль голоморфної функції {\displaystyle f(z)} — у комплексному аналізі число {\displaystyle z=a} таке, що обертає функцію в нуль:{\displaystyle f(a)=0}. При цьому нуль може бути як дійсним, так і комплексним числом.

## Обчислення нулів
Якщо {\displaystyle z=a\neq \infty } — нуль, і функція {\displaystyle f(z)} має розвинення в ряд Тейлора у вигляді {\displaystyle \sum _{n=0}^{\infty }C_{n}(z-a)^{n}}, то {\displaystyle C_{0}=f(a)=0}. Якщо {\displaystyle C_{m}} перший відмінний від нуля коефіцієнт розвинення, тобто {\displaystyle f(z)=C_{m}(z-a)^{m}+C_{m+1}(z-a)^{m+1}+...}, то число m — порядок, або кратність нуля функції {\displaystyle f(z)}.
Оскільки {\displaystyle C_{k}={\frac {f^{(k)}(a)}{k!}}}, то порядок нуля дорівнює порядку похідної, відмінної від нуля в точці a.
Точка {\displaystyle z=a\neq \infty } є нулем порядку m тоді і тільки тоді, коли функція перетворюється у вигляд {\displaystyle f(z)=(z-a)^{m}g(z),\quad g(a)\neq 0}, а {\displaystyle g(z)} — голоморфна в точці а.

## Існування нулів
Основна теорема алгебри стверджує, що відмінний від сталої многочлен має хоча б один нуль у комплексній площині. На відміну від дійсних функцій, які нулів можуть і не мати, наприклад, {\displaystyle f(x)=x^{2}+1} не має нулів у дійсній множині.

## Властивості
Нулі голоморфної функції завжди ізольовані. Тобто існує такий окіл а, в якому немає інших нулів функції {\displaystyle f(z)} відмінних від а.